# Elecciones legislativas de Bulgaria de 2013
Las elecciones legislativas se celebraron en Bulgaria el 12 de mayo de 2013, dos meses antes de lo previsto. Las protestas forzaron la renuncia del gobierno del GERB en febrero, lo que llevó a que se convocaran elecciones anticipadas. Las elecciones dieron como resultado un parlamento minoritario, sin que ningún partido ganara la mayoría de los escaños. Además, la participación estuvo en su nivel más bajo desde el final de la era comunista. Por primera vez desde el regreso a la democracia en 1990, un partido político (GERB) ganó dos elecciones seguidas. A pesar de que salió victorioso, el líder de GERB, Boyko Borisov, pidió que se anularan los resultados de las elecciones, alegando que había habido 'campañas ilegales' el día antes de las elecciones.
Ciudadanos para el Desarrollo Europeo de Bulgaria (GERB) siguió siendo la fuerza más importante, con 97 escaños. Le siguieron la Coalición por Bulgaria (KB, liderada por el Partido Socialista Búlgaro) y el Movimiento por los Derechos y Libertades (DPS, que representa a la minoría turca), con 84 y 36 escaños respectivamente. Las protestas a nivel nacional contra la austeridad, los altos precios de la electricidad y la corrupción obligaron al primer ministro Boyko Borissov a renunciar en febrero de 2013. Después de intentos infructuosos de formar un nuevo gobierno de coalición, la presidenta Rosen Plevneliev convocó elecciones anticipadas para mayo. Durante la campaña electoral, el GERB prometió asignar fondos de la UE para la creación de más de 12,000 nuevos negocios. 
El CB prometió crear al menos 250,000 empleos durante el mandato del gobierno. El DPS prometió reducir el número de parlamentarios. Después de que el GERB no logró formar una coalición, el CB y el DPS formaron un nuevo gobierno de coalición a fines de mayo dirigido por Plamen Oresharski del Partido Socialista Búlgaro (BSP).

## Antecedentes
El período de inestabilidad política en Bulgaria se remonta a una serie de protestas masivas contra el gobierno de Borisov en 2013, principalmente sobre los altos precios de la electricidad. Borisov, el líder del mayor partido de centro-derecha en Bulgaria, GERB, una figura controvertida, se enfrentó a varias denuncias de corrupción desde que ganó el poder en 2009. Como resultado de la escala de las protestas, optó por renunciar como Primer Ministro, con nuevas elecciones convocadas para mayo de 2013.
Tras las protestas a gran escala por las condiciones socioeconómicas y, en particular, el aumento de los gastos de electricidad de los hogares, el gobierno renunció el 20 de febrero. Las protestas llevaron a la autoinmolación de siete personas y varios civiles y policías heridos. El 12 de marzo, el presidente Rosen Plevneliev disolvió el parlamento, convocó elecciones anticipadas y designó un gobierno interino.
Las últimas elecciones se celebraron en 2009, cuando Ciudadanos por el Desarrollo Europeo de Bulgaria (GERB) obtuvo 116 de los 240 escaños. La oposición de la Coalición por Bulgaria (KB) encabezada por el Partido Socialista Búlgaro (BSP) y el Movimiento por los Derechos y Libertades (DPS) con 40 y 38 escaños, respectivamente. Otras fuerzas políticas representadas en el parlamento fueron el Unión Nacional Ataque (ATAKA) con 21 escaños, la Coalición Azul (SK) con 15 escaños y Orden, la Ley y Justicia (RZS) con 10 escaños.

## Campaña
La campaña oficial comenzó el 12 de abril y fue no violenta en general, se respetaron las libertades competitivas y fundamentales. El gobierno interino tomó varias medidas para celebrar elecciones genuinas. Además, el presidente estableció una Junta Civil para Elecciones Libres y Transparentes, en la cual representantes de la sociedad civil se reunieron semanalmente con representantes del gobierno y de la administración electoral. Los interlocutores señalaron que la participación indebida del Ministerio del Interior (MoI) en el proceso electoral contribuyó a la falta de confianza pública en las instituciones estatales y el liderazgo político.
Un punto de inflexión en la campaña estuvo marcado por dos incidentes separados de escuchas telefónicas que eclipsaron los temas socioeconómicos. El líder del BSP, Sergei Stanishev, presentó documentos al fiscal general, que alegó un plan ilegal para interceptar a los periodistas y funcionarios estatales realizado por el Ministerio de Agricultura. El fiscal general anunció que existían pruebas para acusar a varios funcionarios de MoI, incluido el exministro del interior Tsvetan Tsvetanov, que se desempeñaba como jefe de la sede de la campaña de GERB. Los partidos exigieron la renuncia de Tsvetanov para salvaguardar el proceso electoral. El Código Electoral otorga inmunidad a los candidatos y, por lo tanto, el procedimiento de presentación de cargos ha sido pospuesto. Al mismo tiempo, varios medios de comunicación publicaron una conversación entre el líder de GERB y el ex primer ministro Boyko Borisov y el Fiscal de la ciudad de Sofía, que reveló un plan para presionar a los medios y reveló detalles confidenciales sobre las investigaciones en curso. Nadie negó la autenticidad de la conversación y el fiscal de la ciudad de Sofía renunció.
Los concursantes hicieron campaña principalmente a través de los medios de comunicación, las redes sociales, las encuestas puerta a puerta en áreas más pequeñas y algunos celebraron eventos públicos más grandes en las ciudades. El contenido de la campaña se centró inicialmente en la pobreza, el desempleo, la lucha contra la corrupción y el crimen organizado. En ocasiones, la campaña se volvió negativa y populista con las personalidades de los líderes de los partidos tomando primacía sobre los temas de la campaña. Varios partidos políticos basaron sus plataformas en la exclusión étnica utilizando una retórica inflamatoria y xenófoba.
Casi todos los interlocutores afirmaron que el problema de larga data de la compra de votos está muy extendido. Los interlocutores también afirmaron que casi todos los partidos políticos participaban en la compra de votos, lo que reducía la confianza en el proceso electoral. Si bien se considera que la población romaní es el grupo más vulnerable con respecto a la posible malversación electoral, los interlocutores señalaron que el tema de la compra de votos se extendió a todos los grupos étnicos y fue cada vez más tolerado por diferentes estratos de la sociedad. Algunos partidos políticos hacían campaña a través de actividades caritativas distribuyendo dinero y bienes. Un grupo de partidos políticos de oposición de lados opuestos del espectro político se reunieron para contratar conjuntamente a una empresa extranjera para llevar a cabo un ejercicio de tabulación de voto paralelo el día de las elecciones.
Señalaron que consideraban que esto era necesario debido a su falta de confianza en la administración electoral y, en particular, el conteo y la tabulación de los resultados. Solo 13 de los 45 partidos y coaliciones registradas por la CCA proporcionaron información sobre sus fuentes privadas de financiamiento a la Oficina Nacional de Auditoría (NAO), que se publicó en el sitio web de la NAO. Algunas partes se quejaron de que la distribución de los subsidios estatales es desproporcionada y favorece a las partes más grandes. Los participantes están obligados dentro de los 30 días de la elección a presentar un informe sobre los ingresos y gastos a la NAO. Sin embargo, la falta de mecanismos de supervisión concretos deja espacio para eludir estas regulaciones.

## Encuestas
| Encuestadora       | Fecha         | GERB  | BSP   | DPS   | ATAKA | DSB | SDS | DBG | Ref                  |
| ------------------ | ------------- | ----- | ----- | ----- | ----- | --- | --- | --- | -------------------- |
| NCIOM              | 10 de mayo    | 34    | 25    | 13    | 9     |     |     |     | [ 8 ]                |
| Skala              | 10 de mayo    | 26.8  | 26.4  | 11.5  | 9.2   | 4.0 | 3.1 | 5.4 | [ 9 ]                |
| Mediana            | 10 de mayo    | 32.0  | 31.5  | 11.6  | 8.0   |     |     | ~4  | [ 10 ]               |
| Gallup BBSS        | 10 de mayo    | 29-35 | 28-32 | 10-12 | 7-9   |     |     | 3-5 | [ 11 ]               |
| Alfa Research      | 9 de mayo     | 33    | 28    | 10    | 7.5   | 2.7 | 2   | 4   | [ 12 ]               |
| Afis               | 8 de mayo     | 21.8  | 19.5  | 6.0   | 5.8   |     |     | 3.4 | [ 13 ]               |
| MBMD               | 29 de abril   | 28.3  | 18.7  | 5.2   | 5.2   | ~2  |     | 4.1 | [ 14 ]               |
| NCIOM              | 28 de abril   | 23.6  | 17.7  | 6.0   | 4.9   |     |     | 3.0 | [ 15 ]               |
| Mediana            | 25 de abril   | 23.3  | 21.4  | 6.2   | 5.5   | 2.1 | 0.9 | 4.5 | [ 16 ]               |
| CAM                | 24 de abril   | 24.1  | 18.2  | 6.1   | 4.8   | 1.2 | 1.0 | 4.4 | [ 17 ]               |
| Afis               | 19 de abril   | 24.0  | 18.9  | 5.0   | 5.4   | 1.1 | 0.7 | 3.1 | [ 18 ]               |
| NCIOM              | 19 de abril   | 23.9  | 17.5  | 6.2   | 5.2   | 2.0 | 0.7 | 3.1 | [ 19 ]               |
| Alfa Research      | 18 de abril   | 22.5  | 16.9  | 4.8   | 4.9   | 1.8 | 0.6 | 2.9 | [ 20 ]               |
| Gallup BBSS        | 17 de abril   | 22.8  | 19.9  | 4.9   | 5.7   | 1.2 | 1.2 | 3.9 | [ 21 ]               |
| Mediana            | 12 de abril   | 26.4  | 23.7  | 5.8   | 6.2   | 2.4 | 1.8 | 4.5 | [ 22 ]               |
| NCIOM              | 4 de abril    | 24.4  | 17.5  | 6.5   | 5.0   | 2.0 | 0.7 | 3.5 | [ 23 ]               |
| MBMD               | 2 de abril    | 30.1  | 15.6  | 5.0   | 4.4   |     |     | 2.7 | [ 24 ]               |
| Skala              | 2 de abril    | 25.3  | 20.2  | 14.0  | 9.9   |     |     | 6.0 | [ 25 ]               |
| Modern Politics    | 2 de abril    | 24.8  | 20.6  | 5.6   | 4.9   | 3.6 | 0.7 | 4.3 | [ 26 ]               |
| Alfa Research      | 1 de abril    | 21.9  | 17.4  | 4.8   | 5.5   | 1.8 | 0.6 | 3.9 | [ 27 ]               |
| Sova Harris        | 23 de marzo   | 19.0  | 18.7  | 5.2   | 5.0   | 0.7 | 0.7 | 1.6 | [ 28 ]               |
| Mediana            | 17 de marzo   | 21.3  | 20.4  | 7.9   | 4.3   | 1.5 | 1.4 | 5.1 | [ 29 ]               |
| Gallup BBSS        | 15 de marzo   | 19.7  | 18.6  | 5.2   | 5.0   | 0.7 | 0.7 | 3.0 | [ 30 ]               |
| Modern Politics    | 8 de marzo    | 24.1  | 20.3  | 4.6   | 3.6   | 2.1 | 1.1 | 2.7 | [ 31 ]               |
| Mediana            | 15 de febrero | 19.3  | 22.5  | 6.8   | 3.6   | 1.4 | 1.6 | 5.9 | [ 32 ] [ 33 ] [ 34 ] |
| Gallup BBSS        | 14 de febrero | 22.6  | 22.1  | 7.3   | 1.2   | 1.3 | 0.9 | 4.8 | [ 35 ] [ 36 ]        |
| Elecciones de 2009 | 5 de julio    | 39.7  | 17.7  | 14.0  | 9.4   | 6.8 | 6.8 | —   |                      |

- La barrera electoral es del 4%.[35]

## Resultados
|  | 30.54 % |

|  | 26.61 % |

|  | 11.31 % |

|  | 7.30 % |

|  | 3.70 % |

|  | 3.25 % |

|  | 2.93 % |

|  | 14.34 % |

|  | 97.52 % |

|  | 2.48 % |

|  | 100.00 % |

|  | 52.47 % |